# مانسون (فلوریدا)
مانسون (به انگلیسی: Munson) یک منطقهٔ مسکونی در ایالات متحده آمریکا است که در فلوریدا واقع شده‌است. مانسون ۳۷۲ نفر جمعیت دارد و ۶۴٫۰۱ متر بالاتر از سطح دریا واقع شده‌است.